# Dorna Candrenilor
Dorna Candrenilor è un comune della Romania di 2 996 abitanti, ubicato nel distretto di Suceava, nella regione storica della Bucovina.
Il comune è formato dall'unione di 3 villaggi: Dealu Floreni, Dorna Candrenilor, Poiana Negrii.
Nel 2003 si sono staccati da Dorna Candrenilor i villaggi di Coşna, Podu Coşnei, Româneşti, Teşna e Valea Bancului, andati a formare il comune di Coșna.